# Ḩaramīān-e Soflá
Ḩaramīān-e Soflá (persiska: حرمیان سفلی) är en ort i Iran.   Den ligger i provinsen Kermanshah, i den västra delen av landet, 500 km väster om huvudstaden Teheran. Ḩaramīān-e Soflá ligger 925 meter över havet och antalet invånare är 124.
Terrängen runt Ḩaramīān-e Soflá är kuperad.Runt Ḩaramīān-e Soflá är det ganska tätbefolkat, med 72 invånare per kvadratkilometer. Närmaste större samhälle är Negareh, 8,1 km norr om Ḩaramīān-e Soflá. Omgivningarna runt Ḩaramīān-e Soflá är i huvudsak ett öppet busklandskap.